# مطار موالا
مطار موالا (بالإنجليزية: Moala Airport)‏ (إياتا: MFJ، إيكاو: NFMO) هو المطار يخدمموالا، وهي الجزيرة الرئيسية في جزر موالا، حيث انها مجموعة فرعية من جزر لاو في فيجي . يتم تشغيلها من قبل شركة مطارات فيجي المحدودة.

## مرافق
يقع المطار على ارتفاع 13 قدم (4 م) فوق مستوى سطح البحر. وله مدرج واحد يبلغ طوله 579 متر (1,900 قدم).

## شركات الطيران والوجهات
| شركـات طيـران                    | الوجهات                               |
| -------------------------------- | ------------------------------------- |
| Northern Air (Fiji) [الإنجليزية] | مطار نادي الدولي، مطار ناوسوري الدولي |

## روابط خارجية
- تاريخ الحوادث لـ (MFJ / NFMO) على شبكة سلامة الطيران.